# Tisztásfalva
Tisztásfalva (Curățele), település Romániában, a Partiumban, Bihar megyében.

## Fekvése
Belényestől északkeletre, a Kreszulya-patak mellett, Gyepüsolymos és Pócsafalva közt fekvő település.

## Története
Tisztásfalva nevét 1692-ben említette először oklevél Czuracel, Kuracsel néven.
1808-ban Kuraczel, Karacsel, 1851-ben Kuraczel néven írták.
A település egyik földesura 1660-ban Veér György volt.
1910-ben 741 lakosából 8 magyar, 733 román volt. Ebből 732 görögkeleti ortodox, 8 izraelita volt.
A trianoni békeszerződés előtt Bihar vármegye Belényesi járásáhot tartozott.

## Nevezetességek
- Görög keleti temploma - 1860-ban épült.